# دوزنده شب
دوزنده شب (نام علمی: Anaciaeschna triangulifera) نام یک گونه از تیره دوزندگان است.